# Sancho I di Provenza
Sancho (1161 – 1223) fu conte di Provenza dal 1181 al 1185, conte di Cerdagna dal 1168 e conte di Rossiglione dal 1185, alla sua morte. Fu anche reggente della Corona d'Aragona dal 1213, durante la prigionia del nipote Giacomo I, e poi durante la sua minor età.

## Origini
Secondo la Ex Brevi Historia Comitum Provinciæ e familia comitum Barcinonensium era figlio ultimogenito della regina d'Aragona e contessa di Sobrarbe e Ribagorza, Petronilla e del principe d'Aragona e conte di Barcellona, Gerona, Osona e Cerdagna, Raimondo Berengario IV che, secondo la Ex Brevi Historia Comitum Provinciæ e familia comitum Barcinonensium era figlio del conte di Barcellona, Gerona, Osona e Cerdagna, Raimondo Berengario III e della contessa di Provenza e Gévaudan, Dolce I, figlia primogenita del Visconte di Millau, di Gévaudan, e di Carlat, Gilberto I di Gévaudan e della Contessa di Provenza, Gerberga (come ci viene confermato dalle Note dell'Histoire Générale de Languedoc, Tome II), figlia secondogenita del conte di Provenza, Goffredo I e della moglie Stefania o Dolce (?- dopo il 1096, anno in cui Stefania fece una donazione per l'anima del figlio Bertrando), come viene riportato a pagina 529 delle Note dell'Histoire Générale de Languedoc, Tome II; secondo lo storico Szabolcs de Vajay, Stefania era viscontessa di Marsiglia, figlia del visconte di Marsiglia, Guglielmo II.

Petronilla, secondo la Ex Brevi Historia Comitum Provinciæ e familia comitum Barcinonensium era figlia del re d'Aragona e conte di Sobrarbe e Ribagorza, Ramiro II e della moglie, Matilde (o Agnese) di Poitiers (1103-ca. 1160), figlia legittima del duca d'Aquitania e conte di Poitiers, Guglielmo IX (questa tesi è sostenuta, sia dal Chronicon sancti Maxentii Pictavensis, Chroniques des Eglises d'Anjou che dalla Ex Gestis Comitum Barcinonensium, e anche dalla Crónica de San Juan de la Peña. Infine, secondo le Europäische Stammtafeln, vol II, 58 e 76 (non consultate) era figlia illegittima di Guglielmo IX) e vedova del visconte Emerico V di Thouars (questo matrimonio è confermato dalla donazione n° CXLVII del Cartulaire de l'abbaye de la Sainte-Trinité de Tiron, Tome I, del 1030 circa, fatta unitamente da Emerico e Agnese), che si era dimostrata fertile col suo primo marito, come ci conferma il documento nº 1159 della Chronique de Robert de Torigni, abbé de Mont-Saint-Michel, Tome I, dove la sposa e chiamata Matilde; e la Ex Fragmentis Chronicorum Comitum Pictaviæ, Ducum Aquitaniæ dove la sposa è chiamata Matilde (Mahauda), detta Agnese (Agnes dicta), che però sostiene, assieme ad altre fonti non primarie che Agnese era la figlia di Guglielmo, signore di Puy-du-Fou.

## Biografia
In un passo delle Crónicas navarras (Crónicas navarras), viene confermato che Sancho era il quartogenito, in quanto, elencando i figli di Raimondo Berengario IV e Petronilla, viene nominato per quarto (don Pedro…el rey don Alfonso, que ovo nombre Remón Belenguer et el conte don Pedro de Provença et el conte don Sancho). Sempre le Crónicas navarras confermano che il primogenito Pietro (Pedro) morì giovane e, infatti la Ex Brevi Historia Comitum Provinciæ e familia comitum Barcinonensium lo citano come terzogenito, dopo il fratello maggiore Ildefonso (Alfonso), ed il secondo Raimondo (Pietro, poi divenuto Raimondo Berengario).
Nell'agosto del 1161, secondo la Ex Gestis Comitum Barcinonensium, suo padre, Raimondo Berengario IV accompagnò sino a Torino il nipote, il conte di Provenza Raimondo Berengario II, per richiedere ed ottenere la conferma della contea di Provenza da parte dell'imperatore Federico Barbarossa.
Sulla via del ritorno da Torino, a Borgo San Dalmazzo, nel 1162, Raimondo Berengario IV morì (la morte di Raimondo Berengario IV è riportata anche dagli Annales Sancti Victoris Massilienses).
Alla morte di suo padre, Sancho, di circa un anno, non ricevette nessun titolo; andarono tutti ai due fratelli maggiori.
Nel 1168 ricevette, dal fratello Raimondo Berengario, la contea di Cerdagna, molto probabilmente perché, dopo aver occupato la Provenza, suo fratello Alfonso II, pur mantenendo il titolo di duca di Provenza, aveva affidato il governo della contea a Raimondo Berengario, che poi ricevette il titolo di conte di Provenza, nel 1173, dopo la morte della legittima erede, Dolce II di Provenza, avvenuta alla fine del 1172 (Dolce morì prima del 12 dicembre 1172, perché, in quella data, secondo il documento CCXXIX, delle Notes de l'Histoire Générale de Languedoc, Tome IV, la nonna, Beatrice confermò nel titolo di contessa di Melgueil, solo sua figlia, Ermessinda e non più Dolce).
Nel 1176, Sancho aiutò il fratello, Raimondo Berengario a conquistare Nizza, togliendola alla repubblica di Genova.
Nel 1181, alla morte del fratello, Raimondo Berengario, assassinato, nei pressi di Montpellier il 5 aprile, come viene ricordato sia dagli Ex Gestis Comitum Barcinonensium, che dagli Annales Sancti Victoris Massilienses, il fratello maggiore, Alfonso II, re d'Aragona, lo investì del titolo di conte di Provenza, dove continuò la lotta contro il conte di Tolosa, Raimondo V; il documento nº 182 della Gallia Christiana Novissima, Marseille inerente a una donazione, datata febbraio 1183 fatta al vescovo di Marsiglia, da Alfonso II e Sancho cita quest'ultimo come conte di Provenza (…et Sancius eadem…comes Provincie).
Poi, nel 1185, il fratello Alfonso II intervenne, tolse a Sancho la contea di Provenza e siglò la pace col conte di Tolosa.
Sancho venne però compensato con Contea del Rossiglione, mentre la contea di Provenza, nel 1195, fu assegnata al figlio terzogenito (secondo maschio) di Alfonso II, anche lui di nome Alfonso, come ci viene confermato dalla Ex Gestis Comitum Barcinonensium.
Alla morte di Alfonso II, nel 1196, la contea di Provenza fu confermata ad Alfonso II di Provenza, mentre la corona d'Aragona andò al figlio primogenito di Alfonso II, Pietro II
Nel 1209, alla morte di suo nipote, il conte di Provenza, Alfonso II. L'altro suo nipote, il re d'Aragona, Pietro II nominò Sancho governatore della Provenza e signore della Linguadoca.
Nel 1213, dopo la morte del nipote, Pietro II, nella battaglia di Muret, fu nominato reggente per conto del pronipote, il giovane re d'Aragona e conte di Barcellona, Giacomo I, come lo stesso Giacomo ci conferma nella sua autobiografia Historia del rey de Aragón Don Jaime I.
Secondo la Crónica de San Juan de la Peña, Sancho tenne la reggenza sino a che Giacomo raggiunse la maggior età.
Non si hanno notizie circa la morte di Sancho, che morì nel 1223, lasciando le contee di Cerdagna e Rossiglione al suo unico figlio maschio, Nuño.

## Matrimoni e discendenza
Prima del 1184, Sancho aveva sposato Ermesinda di Rocabertí ( † prima del 1185), figlia di Goffredo di Rocabertí ed Ermesinda di Vilademuls.
Sancho da Ermesinda non ebbe figli.
Prima del 1185, Sancho sposò, in seconde nozze, Sancha Núñez de Lara ( † 1210), figlia di Nuño Pérez de Lara (come ci conferma la Ex Gestis Comitum Barcinonensium), alfiere del re di León e Castiglia Alfonso VII l'Imperatore e di Teresa Fernández de Traba, figlia illegittima di Ferdinando Pérez de Traba Conte di Trastámara.
Sancho da Sancha ebbe due figli:
- Nuño[1] (1185-1242), conte di Cerdagna e di Rossiglione, che morì senza discendenza[15].
- Sancha di Provenza, morta giovane.

## Ascendenza
|                                       |                           |                              | Genitori                   |  |  | Nonni |  |  | Bisnonni                             |  |  | Trisnonni                           |  |
|                                       |                           |                              |                            |  |  |       |  |  | Raimondo Berengario II di Barcellona |  |  | Raimondo Berengario I di Barcellona |  |
|                                       |                           |                              |                            |  |  |       |  |  | Raimondo Berengario II di Barcellona |  |  | Raimondo Berengario I di Barcellona |  |
|                                       |                           | Almodis de La Marche         |                            |  |  |       |  |  | Raimondo Berengario II di Barcellona |  |  |                                     |  |
| Raimondo Berengario III di Barcellona |                           |                              |                            |  |  |       |  |  | Raimondo Berengario II di Barcellona |  |  |                                     |  |
|                                       |                           | Matilde d'Altavilla          | Roberto il Guiscardo       |  |  |       |  |  |                                      |  |  |                                     |  |
|                                       |                           | Matilde d'Altavilla          | Roberto il Guiscardo       |  |  |       |  |  |                                      |  |  |                                     |  |
|                                       |                           | Matilde d'Altavilla          | Sichelgaita di Salerno     |  |  |       |  |  |                                      |  |  |                                     |  |
| Raimondo Berengario IV di Barcellona  |                           | Matilde d'Altavilla          |                            |  |  |       |  |  |                                      |  |  |                                     |  |
|                                       |                           | Gilbert I, conte di Gévaudan | …                          |  |  |       |  |  |                                      |  |  |                                     |  |
|                                       |                           | Gilbert I, conte di Gévaudan | …                          |  |  |       |  |  |                                      |  |  |                                     |  |
|                                       |                           | Gilbert I, conte di Gévaudan | …                          |  |  |       |  |  |                                      |  |  |                                     |  |
| Dolce I di Provenza                   |                           | Gilbert I, conte di Gévaudan |                            |  |  |       |  |  |                                      |  |  |                                     |  |
|                                       |                           | Gerberga di Provenza         | Goffredo I di Provenza     |  |  |       |  |  |                                      |  |  |                                     |  |
|                                       |                           | Gerberga di Provenza         | Goffredo I di Provenza     |  |  |       |  |  |                                      |  |  |                                     |  |
|                                       |                           | Gerberga di Provenza         | Stefania                   |  |  |       |  |  |                                      |  |  |                                     |  |
| Sancho I di Provenza                  |                           | Gerberga di Provenza         |                            |  |  |       |  |  |                                      |  |  |                                     |  |
|                                       | Sancho Ramírez di Aragona | Ramiro I d'Aragona           |                            |  |  |       |  |  |                                      |  |  |                                     |  |
|                                       | Sancho Ramírez di Aragona | Ramiro I d'Aragona           |                            |  |  |       |  |  |                                      |  |  |                                     |  |
|                                       | Sancho Ramírez di Aragona | Gilberga di Foix             |                            |  |  |       |  |  |                                      |  |  |                                     |  |
| Ramiro II di Aragona                  | Sancho Ramírez di Aragona |                              |                            |  |  |       |  |  |                                      |  |  |                                     |  |
|                                       |                           | Felicia di Roucy             | Ilduino IV di Roucy        |  |  |       |  |  |                                      |  |  |                                     |  |
|                                       |                           | Felicia di Roucy             | Ilduino IV di Roucy        |  |  |       |  |  |                                      |  |  |                                     |  |
|                                       |                           | Felicia di Roucy             | Adelaide di Roucy          |  |  |       |  |  |                                      |  |  |                                     |  |
| Petronilla di Aragona                 |                           | Felicia di Roucy             |                            |  |  |       |  |  |                                      |  |  |                                     |  |
|                                       |                           | Guglielmo IX d'Aquitania     | Guglielmo VIII d'Aquitania |  |  |       |  |  |                                      |  |  |                                     |  |
|                                       |                           | Guglielmo IX d'Aquitania     | Guglielmo VIII d'Aquitania |  |  |       |  |  |                                      |  |  |                                     |  |
|                                       |                           | Guglielmo IX d'Aquitania     | Hildegarda di Borgogna     |  |  |       |  |  |                                      |  |  |                                     |  |
| Agnese d'Aquitania                    |                           | Guglielmo IX d'Aquitania     |                            |  |  |       |  |  |                                      |  |  |                                     |  |
|                                       |                           | Filippa di Tolosa            | Guglielmo IV di Tolosa     |  |  |       |  |  |                                      |  |  |                                     |  |
|                                       |                           | Filippa di Tolosa            | Guglielmo IV di Tolosa     |  |  |       |  |  |                                      |  |  |                                     |  |
|                                       |                           | Filippa di Tolosa            | Emma di Mortain            |  |  |       |  |  |                                      |  |  |                                     |  |
|                                       |                           | Filippa di Tolosa            |                            |  |  |       |  |  |                                      |  |  |                                     |  |

### Fonti primarie
- (LA)  Rerum Gallicarum et Francicarum Scriptores, tome XII.
- (LA)  Chronicon sancti Maxentii Pictavensis.
- (LA)  Cartulaire de l'abbaye de la Sainte-Trinité de Tiron, Tome I.
- (LA)  Monumenta Germaniae Historica, Scriptores, Tomus XXIII.
- (LA)  Cartoulaire de Marseille Saint-Victor Tome I.
- (LA)  Histoire Générale de Languedoc, Tome IV, Notes.
- (LA)  Pruebas de la Historia de la Casa de Lara.

### Letteratura storiografica
- Frederick Maurice Powicke, I regni di Filippo Augusto e Luigi VIII di Francia, in Storia del mondo medievale, vol. V, 1999, pp. 776–828;
- Rafael Altamira, La Spagna (1031-1248), in Storia del mondo medievale, vol. V, 1999, pp. 865–896;
- Paul Fournier, Il regno di Borgogna o d'Arles dall'XI al XV secolo, in «Storia del mondo medievale», vol. VII, 1999, pp. 383–410
- Edgar Prestage, Il Portogallo nel Medioevo, in Storia del mondo medievale, vol. VII, 1999, pp. 576–610
- (ES)  Crónica de San Juan de la Peña.
- (LA)  Chronique de Robert de Torigni, abbé de Mont-Saint-Michel, Tome I.
- (FR) Histoire générale de Languedoc, Notes, tomus II, su gallica.bnf.fr.
- (ES)  Historia del rey de Aragón Don Jaime I.